# Kurilabyssia antipodensis
Kurilabyssia antipodensis är en snäckart som beskrevs av B.A. Marshall 1986. Kurilabyssia antipodensis ingår i släktet Kurilabyssia och familjen Pseudococculinidae. Inga underarter finns listade i Catalogue of Life.